# 地表最強世界巡迴演唱會
《地表最強世界巡迴演唱會》（英語：THE INVINCIBLE）是台灣男歌手周杰倫的第六次的大型巡回演唱會，於2016年6月30日在梅賽德斯-奔馳文化中心揭開序幕，第二階段於2018年1月6日在新加坡國家體育場重磅回歸，並繼續展開巡演。
這亦是台灣男歌手周杰倫第六張現場專輯以及演唱會DVD，分為DVD版和藍光BD版，於2019年11月1日發行。該專輯收錄了周杰倫於2017年9月28至10月1日在台灣臺北小巨蛋「地表最強世界巡迴演唱會」實況。

## 售票
| 開售日期            | 開售日期           | 開售時間                      | 開售類型                    |                    |                    |
| 第一阶段：地表最強  | 第一阶段：地表最強 | 第一阶段：地表最強            | 第一阶段：地表最強          | 第一阶段：地表最強 | 第一阶段：地表最強 |
| ------------------- | ------------------ | ----------------------------- | --------------------------- | ------------------ | ------------------ |
| 2016年              | 9月6日             | 上午10時正 （香港時間）       | 香港站城市售票網公開發售    |                    |                    |
| 2017年              | 6月17日            | 中午12時正 （台灣時間）       | 台北站拓元售票公開發售      |                    |                    |
| 2017年              | 11月3日            | 上午11時38分 （佛山時間）     | 佛山站大麥網公開發售        |                    |                    |
| 第二阶段：地表最強2 |                    |                               |                             |                    |                    |
| 2017年              | 7月7日             | 上午10時正 （新加坡時間）     | 新加坡站StarHub顧客優先訂票 |                    |                    |
| 2017年              | 12月1日            | 上午10時正 （香港時間）       | 香港站城市售票網公開發售    |                    |                    |
| 2018年              | 9月21日            | 中午12時正 （香港、澳門時間） | 澳門站金光票務公開發售      |                    |                    |

## 巡演地点
| 場次                        | 日期                       | 國家／地區                 | 城市                       | 場館                           | 附註 |
| 第一階段：地表最強（66場）  | 第一階段：地表最強（66場） | 第一階段：地表最強（66場） | 第一階段：地表最強（66場） | 第一階段：地表最強（66場）     | 第一階段：地表最強（66場）                                                                                         |
| --------------------------- | -------------------------- | -------------------------- | -------------------------- | ------------------------------ | --- |
| 1                           | 2016年6月30日              | 中国大陆                   | 上海                       | 梅賽德斯-奔馳文化中心          | |
| 2                           | 2016年7月1日               | 中国大陆                   | 上海                       | 梅賽德斯-奔馳文化中心          | |
| 3                           | 2016年7月2日               | 中国大陆                   | 上海                       | 梅賽德斯-奔馳文化中心          | |
| 4                           | 2016年7月3日               | 中国大陆                   | 上海                       | 梅賽德斯-奔馳文化中心          | |
| 5                           | 2016年7月8日               | 中国大陆                   | 北京                       | 樂視體育生態中心               | |
| 6                           | 2016年7月9日               | 中国大陆                   | 北京                       | 樂視體育生態中心               | |
| 7                           | 2016年7月10日              | 中国大陆                   | 北京                       | 樂視體育生態中心               | |
| 8                           | 2016年7月22日              | 中国大陆                   | 廣州                       | 廣州國際體育演藝中心           | |
| 9                           | 2016年7月23日              | 中国大陆                   | 廣州                       | 廣州國際體育演藝中心           | |
| 10                          | 2016年7月24日              | 中国大陆                   | 廣州                       | 廣州國際體育演藝中心           | |
| 11                          | 2016年8月6日               | 马来西亚                   | 吉隆坡                     | 默迪卡體育場                   | |
| 12                          | 2016年8月27日              | 中国大陆                   | 大連                       | 大連體育中心體育場             | |
| 13                          | 2016年9月3日               | 新加坡                     | 新加坡                     | 新加坡國家體育場               | |
| 14                          | 2016年9月16日              | 中国大陆                   | 青島                       | 青島國信體育中心體育場         | |
| 15                          | 2016年9月24日              | 中国大陆                   | 鄭州                       | 河南省體育中心                 | |
| 16                          | 2016年9月30日              | 中国大陆                   | 太原                       | 山西省體育中心紅燈籠體育場     | 嘉賓：程思佳、吳江                                                                                                 |
| 17                          | 2016年10月15日             | 中国大陆                   | 常州                       | 常州奧體中心新城體育場         | |
| 18                          | 2016年10月22日             | 中国大陆                   | 合肥                       | 合肥奧林匹克體育中心           | |
| 19                          | 2016年11月5日              | 中国大陆                   | 福州                       | 福州海峽奧林匹克體育中心       | 嘉賓：單良、包詩語                                                                                                 |
| 20                          | 2016年11月12日             | 中国大陆                   | 南通                       | 南通體育會展中心               | |
| 21                          | 2016年11月18日             | 中国大陆                   | 長沙                       | 賀龍體育場                     | |
| 22                          | 2016年11月19日             | 中国大陆                   | 長沙                       | 賀龍體育場                     | |
| 23                          | 2016年11月26日             | 中国大陆                   | 嘉興                       | 嘉興市體育場                   | 嘉賓：朴翔、黃俊傑                                                                                                 |
| 24                          | 2016年12月17日             | 中国大陆                   | 惠州                       | 惠州奧林匹克體育場             | 嘉賓：羽田、曾敏傑                                                                                                 |
| 25                          | 2017年1月8日               | 香港                       | 香港                       | 紅磡體育館                     | |
| 26                          | 2017年1月9日               | 香港                       | 香港                       | 紅磡體育館                     | |
| 27                          | 2017年1月10日              | 香港                       | 香港                       | 紅磡體育館                     | 嘉賓：何超蓮 |
| 28                          | 2017年1月11日              | 香港                       | 香港                       | 紅磡體育館                     | |
| 29                          | 2017年1月13日              | 香港                       | 香港                       | 紅磡體育館                     | |
| 30                          | 2017年1月14日              | 香港                       | 香港                       | 紅磡體育館                     | |
| 31                          | 2017年1月15日              | 香港                       | 香港                       | 紅磡體育館                     | 嘉賓：黃荻鈞、鐘昀呈+倪子鈞（咻比嘟嘩）                                                                            |
| 32                          | 2017年1月16日              | 香港                       | 香港                       | 紅磡體育館                     | 嘉賓：曾志偉 |
| 33                          | 2017年1月17日              | 香港                       | 香港                       | 紅磡體育館                     | 嘉賓：譚詠麟 |
| 34                          | 2017年3月17日              | 英国                       | 倫敦                       | 溫布利體育館                   | 首唱英國 |
| 35                          | 2017年3月18日              | 英国                       | 倫敦                       | 溫布利體育館                   | 首唱英國 |
| 36                          | 2017年4月7日               | 中国大陆                   | 深圳                       | 深圳体育场                     | 嘉賓：低調組合 |
| 37                          | 2017年4月8日               | 中国大陆                   | 深圳                       | 深圳体育场                     | |
| 38                          | 2017年4月15日              | 中国大陆                   | 昆明                       | 昆明拓東體育場                 | |
| 39                          | 2017年4月16日              | 中国大陆                   | 昆明                       | 昆明拓東體育場                 | |
| 40                          | 2017年4月22日              | 中国大陆                   | 南寧                       | 廣西體育中心體育場             | |
| 41                          | 2017年4月29日              | 中国大陆                   | 西安                       | 陝西省體育場                   | |
| 42                          | 2017年4月30日              | 中国大陆                   | 西安                       | 陝西省體育場                   | |
| 43                          | 2017年5月13日              | 中国大陆                   | 重慶                       | 重慶市奧林匹克體育中心         | |
| 44                          | 2017年5月14日              | 中国大陆                   | 重慶                       | 重慶市奧林匹克體育中心         | |
| 45                          | 2017年5月20日              | 中国大陆                   | 南京                       | 南京奧林匹克體育中心體育場     | |
| 46                          | 2017年5月21日              | 中国大陆                   | 南京                       | 南京奧林匹克體育中心體育場     | |
| 47                          | 2017年5月26日              | 中国大陆                   | 天津                       | 天津奧林匹克中心體育場         | |
| 48                          | 2017年5月27日              | 中国大陆                   | 天津                       | 天津奧林匹克中心體育場         | |
| 49                          | 2017年6月2日               | 中国大陆                   | 瀋陽                       | 瀋陽奧林匹克體育中心           | |
| 50                          | 2017年6月3日               | 中国大陆                   | 瀋陽                       | 瀋陽奧林匹克體育中心           | |
| 51                          | 2017年8月25日              | 中国大陆                   | 北京                       | 工人體育場                     | |
| 52                          | 2017年8月26日              | 中国大陆                   | 北京                       | 工人體育場                     | |
| 53                          | 2017年9月2日               | 中国大陆                   | 濟南                       | 濟南奧林匹克體育中心體育場     | |
| 54                          | 2017年9月9日               | 中国大陆                   | 台州                       | 台州市體育中心                 | |
| 55                          | 2017年9月16日              | 中国大陆                   | 蘇州                       | 蘇州體育中心體育場             | |
| 56                          | 2017年9月28日              | 臺灣                       | 台北                       | 臺北小巨蛋                     | 嘉賓：蕭敬騰 |
| 57                          | 2017年9月29日              | 臺灣                       | 台北                       | 臺北小巨蛋                     | 嘉賓：安心亞、蕭煌奇、董姿彦、林俊傑                                                                               |
| 58                          | 2017年9月30日              | 臺灣                       | 台北                       | 臺北小巨蛋                     | 嘉賓：陳冠霖、范曉萱、柯有倫、劉峻緯、陳大天、朱立倫、庾澄慶、李聖傑                                               |
| 59                          | 2017年10月1日              | 臺灣                       | 台北                       | 臺北小巨蛋                     | 嘉賓：盧廣仲、畢書盡、張惠妹、伍思凱、方志友、陳皓宇 (玖壹壹)、方文山、王偉忠                                      |
| 60                          | 2017年10月14日             | 中国大陆                   | 南昌                       | 江西省奧體中心體育場           | |
| 61                          | 2017年10月21日             | 中国大陆                   | 廈門                       | 廈門市體育中心                 | |
| 62                          | 2017年10月22日             | 中国大陆                   | 廈門                       | 廈門市體育中心                 | |
| 63                          | 2017年10月28日             | 中国大陆                   | 杭州                       | 黃龍體育中心體育場             | |
| 64                          | 2017年10月29日             | 中国大陆                   | 杭州                       | 黃龍體育中心體育場             | 嘉賓：孫楊 |
| 65                          | 2017年12月2日              | 中国大陆                   | 佛山                       | 佛山世紀蓮體育中心             | |
| 66                          | 2017年12月3日              | 中国大陆                   | 佛山                       | 佛山世紀蓮體育中心             | |
| 第二階段：地表最強2（54場） |                            |                            |                            |                                | |
| 67                          | 2018年1月6日               | 新加坡                     | 新加坡                     | 新加坡國家體育場               | 嘉賓：董姿彦、卓猷燕                                                                                               |
| 68                          | 2018年1月27日              | 马来西亚                   | 吉隆坡                     | 默迪卡体育场                   | 嘉賓：陳穎恩 |
| 69                          | 2018年3月15日              | 香港                       | 香港                       | 紅磡體育館                     | 刷新台灣歌手在該場地單一巡迴開唱場次最多 共19場 19日嘉賓：吳千語、鍾麗緹、張倫碩 23日嘉賓：任達華 25日嘉賓：劉德華 |
| 70                          | 2018年3月16日              | 香港                       | 香港                       | 紅磡體育館                     | 刷新台灣歌手在該場地單一巡迴開唱場次最多 共19場 19日嘉賓：吳千語、鍾麗緹、張倫碩 23日嘉賓：任達華 25日嘉賓：劉德華 |
| 71                          | 2018年3月17日              | 香港                       | 香港                       | 紅磡體育館                     | 刷新台灣歌手在該場地單一巡迴開唱場次最多 共19場 19日嘉賓：吳千語、鍾麗緹、張倫碩 23日嘉賓：任達華 25日嘉賓：劉德華 |
| 72                          | 2018年3月18日              | 香港                       | 香港                       | 紅磡體育館                     | 刷新台灣歌手在該場地單一巡迴開唱場次最多 共19場 19日嘉賓：吳千語、鍾麗緹、張倫碩 23日嘉賓：任達華 25日嘉賓：劉德華 |
| 73                          | 2018年3月19日              | 香港                       | 香港                       | 紅磡體育館                     | 刷新台灣歌手在該場地單一巡迴開唱場次最多 共19場 19日嘉賓：吳千語、鍾麗緹、張倫碩 23日嘉賓：任達華 25日嘉賓：劉德華 |
| 74                          | 2018年3月21日              | 香港                       | 香港                       | 紅磡體育館                     | 刷新台灣歌手在該場地單一巡迴開唱場次最多 共19場 19日嘉賓：吳千語、鍾麗緹、張倫碩 23日嘉賓：任達華 25日嘉賓：劉德華 |
| 75                          | 2018年3月22日              | 香港                       | 香港                       | 紅磡體育館                     | 刷新台灣歌手在該場地單一巡迴開唱場次最多 共19場 19日嘉賓：吳千語、鍾麗緹、張倫碩 23日嘉賓：任達華 25日嘉賓：劉德華 |
| 76                          | 2018年3月23日              | 香港                       | 香港                       | 紅磡體育館                     | 刷新台灣歌手在該場地單一巡迴開唱場次最多 共19場 19日嘉賓：吳千語、鍾麗緹、張倫碩 23日嘉賓：任達華 25日嘉賓：劉德華 |
| 77                          | 2018年3月24日              | 香港                       | 香港                       | 紅磡體育館                     | 刷新台灣歌手在該場地單一巡迴開唱場次最多 共19場 19日嘉賓：吳千語、鍾麗緹、張倫碩 23日嘉賓：任達華 25日嘉賓：劉德華 |
| 78                          | 2018年3月25日              | 香港                       | 香港                       | 紅磡體育館                     | 刷新台灣歌手在該場地單一巡迴開唱場次最多 共19場 19日嘉賓：吳千語、鍾麗緹、張倫碩 23日嘉賓：任達華 25日嘉賓：劉德華 |
| 79                          | 2018年4月7日               |                            | 悉尼                       | 庫多斯銀行體育館               | |
| 80                          | 2018年4月21日              | 中国大陆                   | 珠海                       | 珠海市體育中心體育場           | |
| 81                          | 2018年4月22日              | 中国大陆                   | 珠海                       | 珠海市體育中心體育場           | |
| 82                          | 2018年5月1日               | 中国大陆                   | 成都                       | 中国现代五项赛事中心           | |
| 83                          | 2018年5月2日               | 中国大陆                   | 成都                       | 中国现代五项赛事中心           | |
| 84                          | 2018年5月11日              | 中国大陆                   | 長沙                       | 賀龍體育文化中心體育場         | |
| 85                          | 2018年5月12日              | 中国大陆                   | 長沙                       | 賀龍體育文化中心體育場         | |
| 86                          | 2018年5月19日              | 中国大陆                   | 金华                       | 金华市体育中心体育场           | |
| 87                          | 2018年5月26日              | 中国大陆                   | 常州                       | 常州奧林匹克體育中心           | |
| 88                          | 2018年5月27日              | 中国大陆                   | 常州                       | 常州奧林匹克體育中心           | |
| 89                          | 2018年6月15日              | 中国大陆                   | 上海                       | 梅賽德斯-奔馳文化中心          | |
| 90                          | 2018年6月16日              | 中国大陆                   | 上海                       | 梅賽德斯-奔馳文化中心          | |
| 91                          | 2018年6月17日              | 中国大陆                   | 上海                       | 梅賽德斯-奔馳文化中心          | 第300場個人演唱會                                                                                                  |
| 92                          | 2018年6月18日              | 中国大陆                   | 上海                       | 梅賽德斯-奔馳文化中心          | |
| 93                          | 2018年6月23日              | 中国大陆                   | 福州                       | 福州海峡奥林匹克体育中心體育場 | |
| 94                          | 2018年6月24日              | 中国大陆                   | 福州                       | 福州海峡奥林匹克体育中心體育場 | |
| 95                          | 2018年7月7日               | 中国大陆                   | 鄭州                       | 河南省體育中心體育場           | |
| 96                          | 2018年7月8日               | 中国大陆                   | 鄭州                       | 河南省體育中心體育場           | |
| 97                          | 2018年7月14日              | 中国大陆                   | 大連                       | 大連體育中心體育場             | |
| 98                          | 2018年7月15日              | 中国大陆                   | 大連                       | 大連體育中心體育場             | |
| 99                          | 2018年7月28日              | 中国大陆                   | 徐州                       | 徐州奧林匹克體育中心體育場     | |
| 100                         | 2018年8月23日              | 中国大陆                   | 青島                       | 青島國信體育中心體育場         | 《地表最強》第100場世界巡迴演唱會                                                                                  |
| 101                         | 2018年8月24日              | 中国大陆                   | 青島                       | 青島國信體育中心體育場         | |
| 102                         | 2018年9月1日               | 中国大陆                   | 太原                       | 山西體育中心紅燈籠體育場       | |
| 103                         | 2018年9月2日               | 中国大陆                   | 太原                       | 山西體育中心紅燈籠體育場       | |
| 104                         | 2018年9月29日              | 中国大陆                   | 洛陽                       | 洛陽新區體育場                 | |
| 105                         | 2018年9月30日              | 中国大陆                   | 洛陽                       | 洛陽新區體育場                 | |
| 106                         | 2018年10月20日             | 中国大陆                   | 紹興                       | 柯橋中國輕紡城體育中心體育場   | |
| 107                         | 2018年10月21日             | 中国大陆                   | 紹興                       | 柯橋中國輕紡城體育中心體育場   | 嘉賓：郎朗 |
| 108                         | 2018年10月27日             | 中国大陆                   | 泉州                       | 泉州海峽體育中心體育場         | |
| 109                         | 2018年10月28日             | 中国大陆                   | 泉州                       | 泉州海峽體育中心體育場         | |
| 110                         | 2018年11月17日             | 中国大陆                   | 貴陽                       | 貴陽市奧林匹克體育中心         | |
| 111                         | 2018年11月18日             | 中国大陆                   | 貴陽                       | 貴陽市奧林匹克體育中心         | |
| 112                         | 2018年12月14日             | 澳門                       | 澳門                       | 金光綜藝館                     | |
| 113                         | 2018年12月15日             | 澳門                       | 澳門                       | 金光綜藝館                     | |
| 114                         | 2018年12月16日             | 澳門                       | 澳門                       | 金光綜藝館                     | |
| 115                         | 2018年12月17日             | 澳門                       | 澳門                       | 金光綜藝館                     | 嘉賓：宿涵 |
| 116                         | 2019年2月9日               | 美国                       | 拉斯維加斯                 | MGM Grand Garden Arena         | 時隔17年，再度於拉斯維加斯開唱，嘉賓：李玖哲、黃立成                                                               |
| 117                         | 2019年2月10日              | 美国                       | 拉斯維加斯                 | MGM Grand Garden Arena         | 嘉賓：章子怡、吳建豪、昆凌、Rawson Marshall Thurber                                                                |
| 118                         | 2019年4月26日              | 英国                       | 倫敦                       | O2體育館                       | |
| 119                         | 2019年4月27日              | 英国                       | 倫敦                       | O2體育館                       | |
| 120                         | 2019年5月2日               | 法國                       | 巴黎                       | 巴黎貝爾西體育館               | 首唱法國 |

## 表演曲目
- 英雄
- 無雙
- 她的睫毛
- 開不了口
- 床邊故事
- 竊愛
- 以父之名
- 美人魚
- 珊瑚海
- Try
- 我的時代（派偉俊）
- 晴天
- 愛情廢柴
- 白色風車
- 三年二班＋將軍＋爸我回來了
- 鞋子特大號
- 半島鐵盒
- 印第安老班鳩
- 大笨鐘＋暗號＋伊斯坦堡＋龍捲風
- 土耳其冰淇淋
- Now you see me
- 給我一首歌的時間
- 告白氣球
- 爺爺泡的茶
- 七里香
- 說走就走

1. 英雄 

2. 無雙 

3. 她的睫毛 

4. 開不了口 

5. 床邊故事 

6. 竊愛 

7. 以父之名 

8. 美人魚 

9. 珊瑚海 

10. Try 

11. 我的時代（派偉俊） 
 
12. 晴天 

13. 愛情廢柴 

14. 白色風車 
 
15. 三年二班＋將軍＋爸我回來了 

16. 鞋子特大號 

17. 半島鐵盒 

18. 印第安老班鳩 

19. 大笨鐘+暗號+彩虹+龍捲風 

20. 土耳其冰淇淋 

21. Now you see me 

22. 給我一首歌的時間 

23, 告白氣球 

Encore 1 

24. 爺爺泡的茶 

25. 七里香 

Encore 2 

26. 最長的電影 

27. 安靜 

1. 英雄 

2. 無雙 

3. 她的睫毛 

4. 開不了口 

5. 床邊故事 

6. 竊愛 

7. 以父之名 

8. 美人魚 

9. 屋頂 

10. Try 

11. 我的時代（派偉俊） 
 
12. 晴天 

13. 愛情廢柴 

14. 白色風車 
 
15. 三年二班＋將軍＋爸我回來了 

16. 鞋子特大號 

17. 半島鐵盒 

18. 印第安老班鳩 

19. 大笨鐘+暗號+伊斯坦堡+龍捲風 

20. 土耳其冰淇淋 

21. Now you see me 

22. 給我一首歌的時間 

23, 告白氣球 

Encore 1 

24. 爺爺泡的茶 

25. 七里香 

Encore 2 

26. 黑色毛衣 

27. 安靜 

1. 英雄 

2. 無雙 

3. 她的睫毛 

4. 開不了口 

5. 床邊故事 

6. 竊愛 

7. 以父之名 

8. 美人魚 

9. 屋頂 

10. Try 

11. 我的時代（派偉俊） 
 
12. 晴天 

13. 愛情廢柴 

14. 白色風車 
 
15. 三年二班＋將軍＋爸我回來了 

16. 鞋子特大號 

17. 半島鐵盒 

18. 印第安老班鳩 

19. 大笨鐘+暗號+伊斯坦堡+龍捲風 

20. 土耳其冰淇淋 

21. Now you see me 

22. 給我一首歌的時間 

23, 告白氣球 

Encore 1 

24. 爺爺泡的茶 

25. 七里香 

Encore 2 

26. 上海一九四三 

27. 簡單愛 

28. 安靜 

1. 英雄 

2. 無雙 

3. 她的睫毛 

4. 開不了口 

5. 床邊故事 

6. 竊愛 

7. 以父之名 

8. 美人魚 

9. 屋頂 

10. Try 

11. 我的時代（派偉俊） 
 
12. 晴天 

13. 稻香 

14. 白色風車 
 
15. 三年二班＋將軍＋爸我回來了 

16. 鞋子特大號 

17. 半島鐵盒 

18. 印第安老班鳩 

19. 大笨鐘+暗號+伊斯坦堡+龍捲風 

20. 土耳其冰淇淋 

21. Now you see me 

22. 給我一首歌的時間 

23, 告白氣球 

Encore  

24. 爺爺泡的茶 

25. 說走就走 

26. 七里香 

27. 簡單愛（點歌） 

28. 擱淺（點歌） 

29. 屋頂（點歌） 

30. 青花瓷（點歌） 

31. 安靜 

1. 英雄 

2. 無雙 

3. 她的睫毛 

4. 開不了口 

5. 床邊故事 

6. 竊愛 

7. 以父之名 

8. 美人魚 

9. 屋頂 

10. Try 

11. 我的時代（派偉俊） 
 
12. 晴天 

13. 擱淺（羽田） 

14. 說好的幸福呢 
 
15. 三年二班＋將軍＋爸我回來了 

16. 鞋子特大號 

17. 半島鐵盒 

18. 印第安老班鳩 

19. 大笨鐘+暗號+伊斯坦堡+龍捲風 

20. 土耳其冰淇淋 

21. Now you see me 

22. 給我一首歌的時間 

23, 告白氣球 

Encore  

24. 爺爺泡的茶 

25. 說走就走 

26. 黑色毛衣（和曾敏傑合唱） 

27. 簡單愛（點歌） 

28. 我落淚情緒零碎（點歌） 

29. 彩虹（點歌） 

30. 七里香 

1. 英雄 

2. 無雙 

3. 世界末日 

4. 開不了口 

5. 床邊故事 

6. 竊愛 

7. 以父之名 

8. 美人魚 

9. 屋頂 

10. 晴天 

11. 稻香 

12. 說好的幸福呢 
 
13. 牛仔很忙（楊瑞代） 
 
14. 楓+退後+擱淺（宋健彰） 
 
15. 爸我回來了 

16. 鞋子特大號 

17. 半島鐵盒 

18. 印第安老班鳩 

19. 大笨鐘+暗號+伊斯坦堡+龍捲風 

20. 土耳其冰淇淋 

21. Now you see me 

22. 告白氣球 

Encore 1 

23. 爺爺泡的茶 

24. 說走就走 

Encore 2 

25. 一生中最愛 

26. 一路向北 

27. 簡單愛 

28. 彩虹 

29. 七里香 

1. 英雄 

2. 無雙 

3. 世界末日 

4. 開不了口 

5. 床邊故事 

6. 竊愛 

7. 以父之名 

8. 可愛女人 

9. 晴天 

10. 稻香 

11. 安靜 

12. 屋頂 
 
13. 愛的飛行日記（楊瑞代） 
 
14. 楓+退後+擱淺（宋健彰） 
 
15. 爸我回來了 

16. 鞋子特大號 

17. 半島鐵盒 

18. 印第安老班鳩 

19. 大笨鐘+暗號+伊斯坦堡+龍捲風 

20. 土耳其冰淇淋 

21. Now you see me 

22. 告白氣球 

Encore 1 

23. 明明就 

24. 說走就走 

Encore 2 

25. 雙截棍 

26. 愛在西元前 

27. 簡單愛（點歌） 

28. 甜甜的（點歌） 

29. 星晴（點歌） 

30. 一路向北
31. 七里香 

Encore 3 

32. 千里之外 

1. 英雄 

2. 無雙 

3. 世界末日 

4. 開不了口 

5. 床邊故事 

6. 竊愛 

7. 以父之名 

8. 美人魚 

9. Try 

10. 我的時代（派偉俊） 
 
11. 晴天 

12. 稻香 

13. 安靜 

14. 愛的飛行日記（楊瑞代） 
 
15. 楓+退後+擱淺（宋健彰） 
 
16. 爸我回來了 

17. 鞋子特大號 

18. 半島鐵盒 

19. 印第安老班鳩 

20. 大笨鐘+彩虹+龍捲風 

21. 土耳其冰淇淋 

22. Now you see me 

23. 告白氣球 

Encore  

24. 爺爺泡的茶 

25. 說走就走 

26. 簡單愛（點歌） 

27. 聽媽媽的話（點歌） 

28. 算什麼男人（點歌） 

29. 困獸之鬥（點歌） 

30. 回到過去（點歌） 

31. 七里香 

1. 英雄 

2. 雙截棍 

3. 世界末日 

4. 開不了口 

5. 床邊故事 

6. 夜曲+竊愛 

7. 以父之名 

8. 美人魚 

9. 算什麼男人 

10. 我要夏天 

11. 我的時代（派偉俊） 

12. 晴天 
 
13. 稻香 

14. 說好的幸福呢 

15. 愛的飛行日記（楊瑞代） 

16. 楓+退後+擱淺（宋健彰） 

17. 爸我回來了
 
18. 鞋子特大號

19. 半島鐵盒 

20. 阿飛的小蝴蝶+投籃（和蕭敬騰合唱） 

21. 告白氣球（和蕭敬騰合唱） 

22. 土耳其冰淇淋（和蕭敬騰合唱） 

23. Now You See Me 

24. 簡單愛 

Encore  

25. 可愛女人（點歌） 

26. 半獸人（點歌） 

27. 煙火易冷（點歌） 

28. 蝸牛（點歌） 

29. 七里香 

Encore 2 

30. 最長的電影 

31. 藉口（點歌） 

32. 蒲公英的約定（點歌） 

33. 明明就（點歌） 

34. 青花瓷 

35. 說走就走 

1. 英雄 

2. 雙截棍 

3. 開不了口 

4. 床邊故事 

5. 夜曲+竊愛 

6. 以父之名 

7. 美人魚 

8. 牛仔很忙+水手怕水 

9. 我要夏天 

10. 我的時代（派偉俊） 

11. 晴天（林俊傑） 

12. 安靜（林俊傑） 
 
13. 修煉愛情+最長的電影（林俊傑） 

14. 愛的飛行日記（楊瑞代） 

15. 楓+退後+擱淺（宋健彰） 

16. 爸我回來了
 
17. 鞋子特大號

18. 半島鐵盒 

19. 印地安老斑鳩 

20.大笨鐘+暗號+彩虹+龍捲風 

21. 土耳其冰淇淋 

22. Now You See Me 

23. 告白氣球 

24. 爺爺泡的茶 

Encore  

25. 星晴（點歌） 

26. 一路向北（點歌） 

27. 花海（點歌） 

28. 七里香 

Encore 2 

29. 周大俠（點歌） 

30. 愛在西元前（點歌） 

31. 公主病（點歌） 

32. 不該（點歌） 

33. 園遊會（點歌） 

34. 給我一首歌的時間(點歌）

35. 珊瑚海（點歌） 

36. 擱淺（點歌） 

37. 心雨（點歌） 

38. 屋頂（點歌） 

39. 說好的幸福呢（點歌） 

40. 軌跡（點歌） 

41. 稻香（點歌） 

42. 聽見下雨的聲音（點歌） 

43. 算什麼男人（點歌） 

44. 前世情人（點歌） 

45. 千里之外（點歌） 

46. 浪漫手機（點歌） 

47. 安靜（點歌） 

48. 說走就走 

1. 英雄 

2. 雙截棍 

3. 世界末日 

4. 開不了口 

5. 床邊故事 

6. 夜曲+竊愛 

7. 以父之名 

8. 美人魚 

9. 我要夏天 

10. 我的時代（派偉俊） 

11. 晴天 

12. 稻香 
 
13. 青花瓷 

14. 愛的飛行日記（楊瑞代） 

15. 楓+退後+擱淺（宋健彰） 

16. 爸我回來了
 
17. 鞋子特大號

18. 半島鐵盒 

19. 印地安老斑鳩 

20.大笨鐘+暗號+彩虹+龍捲風 

21. 情非得已（庾澄慶） 

22. 缺口+安靜（庾澄慶） 

23. 熱情的沙漠（庾澄慶） 

24. Now You See Me 

25. 告白氣球

26. 爺爺泡的茶 

Encore  

27. 不該（點歌） 

28. 彩虹（點歌） 

29. 安靜（李聖傑）（點歌） 

30. 聽見下雨的聲音（點歌） 

31. 七里香 

Encore 2 

32. 簡單愛（點歌） 

33. 晴天（點歌） 

34. 生日快樂歌  (點歌）

35. 聽媽媽的話（點歌） 

36. 最長的電影（點歌） 

37. 伊斯坦堡（點歌） 

38. 娘子（點歌） 

39. 千里之外（點歌） 

40. 陽光宅男（點歌） 

41. 稻香+浪漫手機（點歌） 

42. 飄移（點歌） 

43. 說走就走 

1. 英雄 

2. 雙截棍 

3. 開不了口 

4. 床邊故事 

5. 夜曲+竊愛 

6. 以父之名 

7. 美人魚 

8. 我要夏天 

9. 我的時代（派偉俊） 

10. 稻香 
 
11. 青花瓷 

12. 愛的飛行日記（楊瑞代） 

13.楓+退後+擱淺（宋健彰） 

14. 爸我回來了
 
15. 鞋子特大號

16. 半島鐵盒 

17. 印第安老斑鳩 

18. 大笨鐘+暗號+彩虹+龍捲風 

19. 土耳其冰淇淋 

20. Now You See Me 

21. 告白氣球 

Encore  

22. 爺爺泡的茶 

23. 我不配（點歌） 

24. 退後（點歌） 

25. 解脫（和張惠妹合唱） 

26. 不該（和張惠妹合唱） 

27. 黑色幽默（和張惠妹合唱） 

28. 安靜（和張惠妹合唱） 

29. 如果你也聽說（和張惠妹合唱） 

30. 稻香（和張惠妹合唱） 

31. 渴了（和張惠妹合唱） 

32. 七里香 

33. 菊花台（伍思凱點歌） 

34. 珊瑚海（點歌） 

35. 星晴（玖壹壹點歌） 

36. 瓦解（點歌） 

37. 愛你沒差（點歌） 

38. 你聽得到（點歌） 

39. 聽見下雨的聲音 

40. 龍捲風（點歌） 

41. 簡單愛（點歌） 

42. 藉口（點歌） 

43. Mine Mine（點歌） 

44. 不能說的秘密（點歌） 

45. 斷了的弦（點歌） 

46. 東風破（點歌） 

47. 本草綱目（點歌） 

48. 屋頂（點歌） 

49. 我愛的人（點歌） 

50. 聽媽媽的話（點歌） 

51. 蒲公英的約定（點歌） 

52. 軌跡（點歌） 

53. 說走就走 

1. 英雄 

2. 雙截棍 

3. 世界末日 

4. 開不了口 

5. 床邊故事 

6. 夜曲+竊愛 

7. 以父之名 

8. 美人魚 

9. 園遊會 

10. 我要夏天 

11. 龍捲風 

12. 烏克麗麗 
 
13. 聽見下雨的聲音（with 董姿彦、卓猷燕） 

14. 愛的飛行日記（楊瑞代） 

15. 楓+退後+擱淺（宋健彰） 

16. 爸我回來了 

17. 鞋子特大號 
 
18. 半島鐵盒 
 
19. 免費教學錄影帶 
 
20. 星晴+浪漫手機+超人不會飛+回到過去 
 
21. 土耳其冰淇淋 

22. Now you see me 

23. 告白氣球 

24. 甜甜的 

25. 陽光宅男 

Encore 

26. 簡單愛 

27. 霍元甲（點歌） 

28. 本草綱目（點歌） 

29. 擱淺（點歌） 

30. 安靜（點歌） 

31. 明明就（點歌） 

32. 愛在西元前（點歌） 

33. 七里香 

1. 英雄 

2. 雙截棍 

3. 世界末日 

4. 開不了口 

5. 床邊故事 

6. 夜曲+竊愛 

7. 以父之名 

8. 美人魚 

9. 園遊會 

10. 不能說的秘密（with 陳穎恩） 
 
11. 龍捲風 

12. 烏克麗麗 
 
13. 安靜
14. 愛的飛行日記（楊瑞代） 

15. 楓+退後+擱淺（宋健彰） 

16. 爸我回來了 

17. 鞋子特大號 
 
18. 半島鐵盒 
 
19. 星晴+浪漫手機+超人不會飛+回到過去 
 
20. 土耳其冰淇淋 

21. Now you see me 

22. 告白氣球 

Encore 

23. 爺爺泡的茶 

24. 陽光宅男 

25. 簡單愛 

26. 等你下課（新歌首唱）

27. 屋頂（點歌） 

28. 一路向北（點歌） 

29. 晴天（點歌） 

30. 白色風車（點歌） 

31. 說好的幸福呢（點歌） 

32. 聽媽媽的話（點歌） 

33. 甜甜的（點歌） 

34. 稻香（點歌） 

35. 七里香 

1. 英雄 

2. 雙截棍 

3. 世界末日 

4. 開不了口 

5. 床邊故事 

6. 夜曲 

7. 以父之名 

8. 美人魚 

9. 園遊會 

10. 最長的電影 

11. 龍捲風 

12. 烏克麗麗 
 
13. 安靜 

14. 愛的飛行日記（楊瑞代） 

15. 楓+退後+擱淺（宋健彰） 

16. 爸我回來了 

17. 鞋子特大號 
 
18. 半島鐵盒 
 
19. 星晴+浪漫手機+超人不會飛+回到過去 
 
20. 陽光宅男 

21. Now you see me 

22. 告白氣球 

23. 甜甜的+簡單愛 

24. 浪子心聲+青花瓷 

Encore 

25. 等你下課 

26. 聽媽媽的話（點歌） 

27. 白色風車（點歌） 

28. 淘汰（點歌） 

29. 晴天（點歌） 

30. 七里香 

1. 英雄 

2. 雙截棍 

3. 開不了口 

4. 床邊故事 

5. 夜曲 

6. 以父之名 

7. 美人魚 

8. 我要夏天 

9. 我的時代（派偉俊）

10. 龍捲風 

11. 稻香 
 
12. 烏克麗麗 
 
13. 安靜 

14. 愛的飛行日記（楊瑞代） 

15. 楓+退後+擱淺（宋健彰） 

16. 星晴+回到過去+時光機 

17. 一點點+蒲公英的約定+彩虹 
 
18. 陽光宅男 

19. Now you see me 

20. 告白氣球 

Encore 

21. 甜甜的+簡單愛 

22. 等你下課 

23. 退後（點歌） 

24. 你怎麽連話都說不清楚（點歌） 

25. 晴天（點歌） 

26. 聽媽媽的話（點歌） 

27. 浪子心聲+青花瓷 

28. 給我一首歌的時間（點歌） 

29. 我不配（點歌） 

30. 淘汰（點歌） 

31. 藉口（點歌） 

32. 告白氣球（點歌） 

33. Mine Mine（點歌） 

34. 七里香 

1. 英雄 

2. 雙截棍 

3. 開不了口 

4. 床邊故事 

5. 夜曲 

6. 以父之名 

7. 美人魚 

8. 我要夏天 

9. 龍捲風 

10. 烏克麗麗 
 
11. 安靜 

12. 愛的飛行日記（楊瑞代） 

13. 楓+退後+擱淺（宋健彰） 

14. 星晴+回到過去+時光機 

15. 黑色毛衣 

16. 說了再見 

17. 蒲公英的約定+彩虹 
 
18. 陽光宅男 

19. Now you see me 

20. 告白氣球 

21. 甜甜的+簡單愛 

22. 浪子心聲+青花瓷 

Encore 

21. 等你下課 

22. 菊花台（任達華點歌） 

23. 屋頂（點歌） 

24. 黑色幽默（點歌） 

25. 算什麼男人（點歌） 

26. 畫沙（點歌） 

27. 蝸牛（點歌） 

28. 珊瑚海（點歌） 

29. 半島鐵盒（點歌） 

30. 不能說的秘密（點歌） 

31. 七里香 

1. 英雄 

2. 雙截棍 

3. 開不了口 

4. 床邊故事 

5. 夜曲 

6. 以父之名 

7. 美人魚 

8. 園遊會 

9. 我要夏天 

10. 龍捲風 

11. 烏克麗麗 
 
12. 說好的幸福呢 

13. 愛的飛行日記（楊瑞代） 

14. 楓+退後+擱淺（宋健彰） 

15. 爸我回來了 

16. 鞋子特大號 
 
17. 半島鐵盒 
 
18. 星晴+浪漫手機+超人不會飛+回到過去 
 
19. 陽光宅男 

20. Now you see me 

21. 告白氣球 

22. 甜甜的+簡單愛 

23. 說走就走 

Encore 

25. 等你下課 

26. 世界末日 

27. 不愛我就拉倒 

28. 聽爸爸的話（點歌） 

29. 晴天（點歌） 

30. 療傷燒肉粽（點歌） 

31. 安靜（點歌） 

32. 告白氣球（點歌） 

33. 簡單愛（點歌） 

34. 瓦解（點歌） 

35. 七里香 

1. 英雄 

2. 雙截棍 

3. 開不了口 

4. 床邊故事 

5. 夜曲 

6. 以父之名 

7. 美人魚 

8. 園遊會 

9. 屋頂 

10. 龍捲風 

11. 烏克麗麗 
 
12. 安靜 

13. 愛的飛行日記（楊瑞代） 

14. 楓+退後+擱淺（宋健彰） 

15. 爸我回來了 

16. 鞋子特大號 
 
17. 半島鐵盒 
 
18. 星晴+浪漫手機+超人不會飛+回到過去 
 
19. 陽光宅男 

20. Now you see me 

21. 告白氣球 

Encore 1 

22. 甜甜的+簡單愛 

23. 說走就走 

Encore 2 

25. 等你下課 

26. 畫沙（點歌） 

27. 珊瑚海（點歌） 

28. 反方向的鐘 

29. 明明就（點歌） 

30. 菊花台 

31. 髮如雪 

32. 蒲公英的約定 

33. 世界末日 

34. 七里香 

1. 英雄 

2. 雙截棍 

3. 開不了口 

4. 床邊故事 

5. 夜曲 

6. 以父之名 

7. 美人魚 

8. 園遊會 

9. 說好的幸福呢 

10. 龍捲風 

11. 烏克麗麗 
 
12. 安靜 

13. 愛的飛行日記（楊瑞代） 

14. 楓+退後+擱淺（宋健彰） 

15. 爸我回來了 

16. 鞋子特大號 
 
17. 半島鐵盒 
 
18. 星晴+浪漫手機+超人不會飛+回到過去 
 
19. 陽光宅男 

20. Now you see me 

21. 告白氣球 

22. 甜甜的+簡單愛 

23. 說走就走 

Encore  

25. 等你下課 

26. 世界末日 

27. 稻香 

28. 聽媽媽的話（點歌） 

29. 蝸牛（點歌） 

30. 最長的電影（點歌） 

31. 暗號（點歌） 

32. 明明就（點歌） 

33. 黑色幽默 

34. 青花瓷（點歌） 

35. 髮如雪（點歌） 

36. 蒲公英的約定 

37. 七里香 

38. 軌跡 

## 演唱會專輯

### DVD
1. 英雄
2. 雙截棍
3. 開不了口
4. 床邊故事
5. 夜曲+竊愛
6. 以父之名
7. 美人魚
8. 我要夏天
9. 我的時代（派偉俊）
10. 晴天
11. 稻香
12. 青花瓷
13. 愛的飛行日記（楊瑞代）
14. 楓+退後+擱淺（宋健彰）
15. 爸我回來了
16. 鞋子特大號
17. 半島鐵盒
18. 印地安老斑鳩
19. 大笨鐘+暗號+彩虹+龍捲風
20. 土耳其冰淇淋
21. NOW YOU SEE ME
22. 告白氣球
23. 爺爺泡的茶
24. 七里香
25. 說走就走